# Dekanat Neuburg-Schrobenhausen

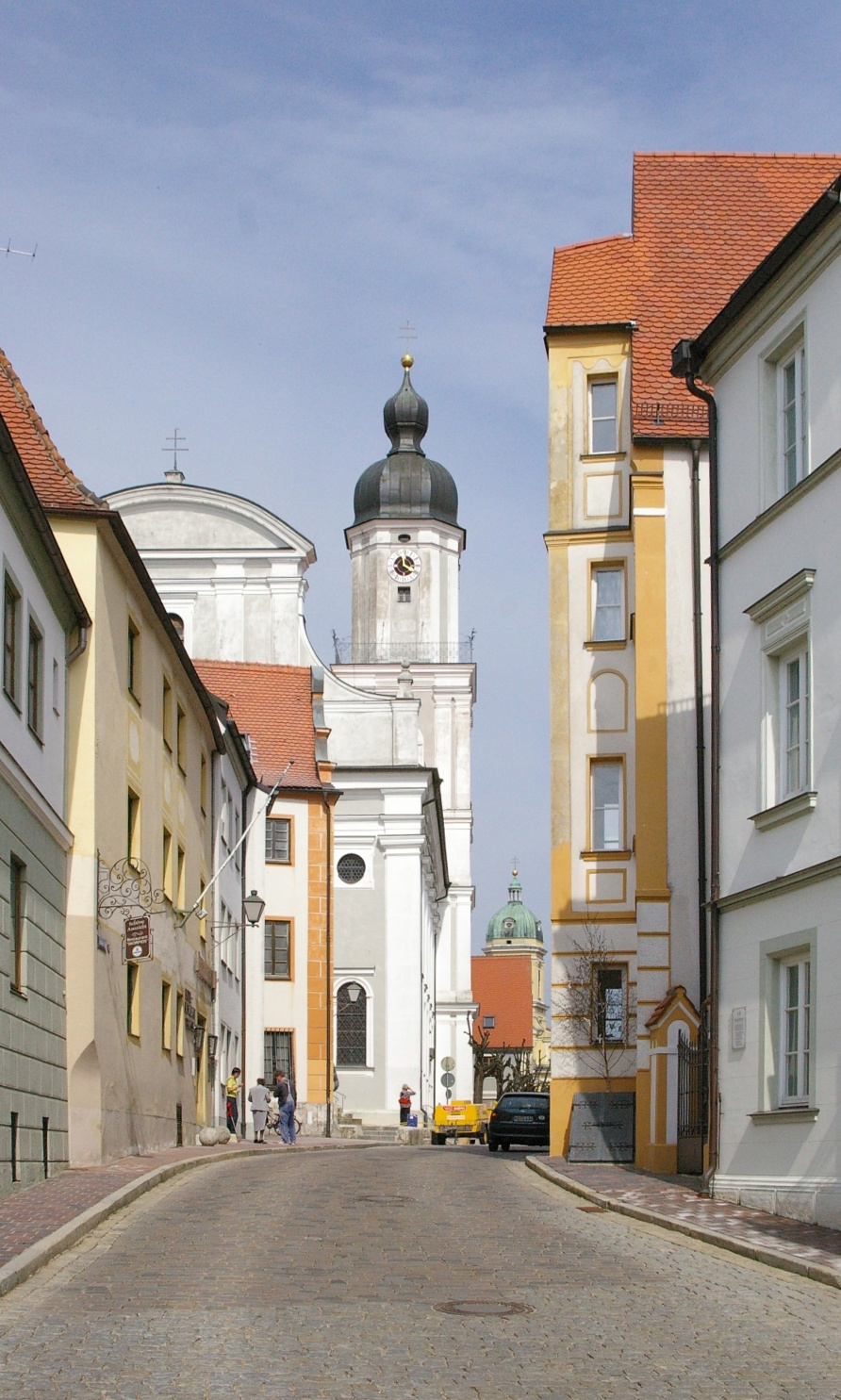
Pfarrkirche St. Peter Neuburg an der Donau

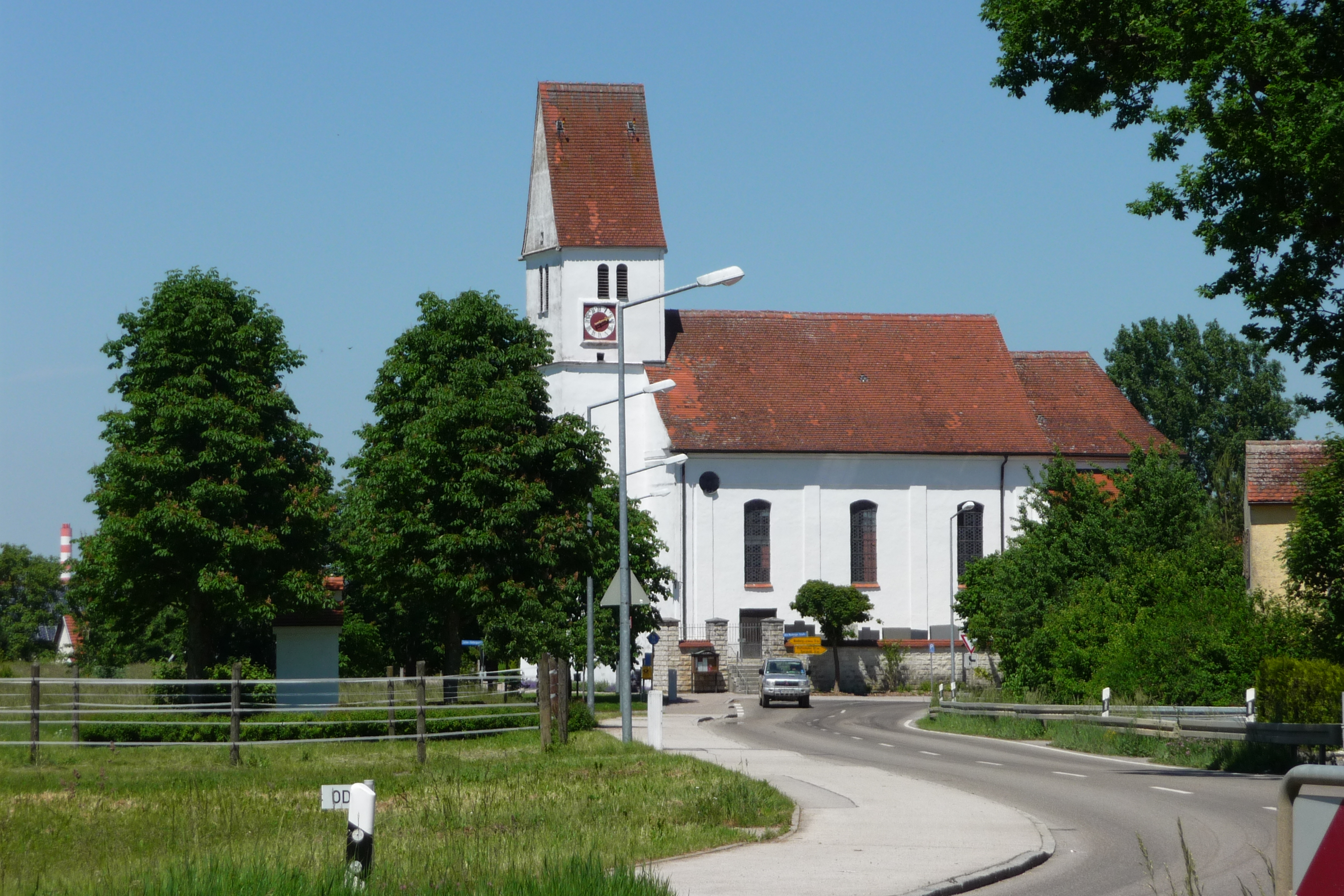
Pfarrkirche St Lucia Zell

Das Dekanat Neuburg-Schrobenhausen ist eines von 23 Dekanaten des römisch-katholischen Bistums Augsburg.
Das Dekanat entstand im Zuge der Bistumsreform vom 1. Dezember 2012 durch die Zusammenlegung der früheren Dekanate Neuburg und Schrobenhausen. Sitz ist Burgheim, die Pfarrei des seit dem 1. August 2011 amtierenden Dekans Werner Dippel (* 1970). Sein Vorgänger als Dekan von Neuburg war der langjährige Stadtpfarrer von St. Peter Monsignore Vitus Wengert (* 1936).

## Geschichte
Das Dekanat Neuburg entstand nach der Rekatholisierung des Fürstentums Pfalz-Neuburg ab 1616/1617. Vor der evangelischen Zeit (1542) bildete es ebenfalls bereits ein Dekanat, das nach Neuburg und Rain am Lech benannt war. Burgheim war seit der Rekatholisierung ein neues eigenes Landkapitel, dessen Pfarreien vor der Reformation teilweise dem Landkapitel Bertoldsheim zugeordnet gewesen waren. 
Bedeutende Dekane von Neuburg waren unter anderem Leonhard Mayr und Franz Anton Förch.

## Gliederung
- Burgheim/Sinning

Burgheim „St. Cosmas u. Damian“,
Wengen „St. Ottilia“,
Dezenacker „St. Elisabeth“,
Längloh „Mariä Geburt“
Illdorf, „St. Johannes Baptist“,
Leidling „St. Georg“,
Oberhausen „St. Clemens“,
Ortlfing „St. Stephan“,
Sinning „St. Nikolaus“,
Straß „Mariä Himmelfahrt“,
Unterhausen „St. Pankratius“;
- Ehekirchen

Ambach „St. Martin“,
Bonsal „St. Valentin“,
Buch „St. Michael“,
Dinkelshausen „St. Gertrud“,
Ehekirchen „St. Stephanus“,
Haselbach „St. Michael“,
Weidorf „St. Laurentius u. St. Stephanus“,
Hollenbach „St. Quirinus“,
Fernmittenhausen „St. Michael“,
Nähermittenhausen „St. Sebastian“,
Holzkirchen „St. Laurentius“,
Schönesberg „St. Johannes Baptist“,
Seiboldsdorf „St. Peter u. Paul“,
Walda „Maria Immaculata“,
Schainbach „St. Martin“;
- Karlshuld/Königsmoos

Weichering „St. Vitus“,
Lichtenau „St. Johannes Baptist“,
Karlshuld „St. Ludwig“;
Klingsmoos „St. Josef“,
Ludwigsmoos „St. Maximilian“,
Untermaxfeld „St. Joseph“;
- Neuburg-St. Ulrich

Neuburg „St. Ulrich“,
Zell „St. Luzia“;
- Neuburg St. Peter und Hl. Geist

Bittenbrunn „Mariä Himmelfahrt“,
Neuburg „Hl. Geist“,
Neuburg „St. Peter“,
Sehensand „St. Stephanus“,
Neuburg/Donau „St. Peter“,
Ried „St. Georg“,
Rohrenfels „Mariä Heimsuchung“,
Wagenhofen „St. Martin“;
- Urdonautal

Bertoldsheim „St. Michael“,
Hütting „St. Sixtus“,
Mauern „Mariä Himmelfahrt“,
Rennertshofen „St. Johannes Baptist“,
Stepperg „St. Michael“,
Trugenhofen „St. Peter“,
Wellheim „St. Andreas“,
Konstein „St. Ägidius“,
Gammersfeld „St. Leonhard“;
- Aresing/Weilach

Aresing „St. Martin“,
Autenzell „St. Moritz“,
Rettenbach „St. Ottilia“,
Weilenbach „Maria, Hilfe der Christen“,
Klenau-Junkenhofen „St. Andreas“,
Junkenhofen „Mariä Opferung“,
Oberlauterbach „St. Wenzeslaus“,
Strobenried „St. Leonhard“,
Singenbach „Mariä Himmelfahrt“,
Weilach „Heilig Kreuz“,
Gachenbach „St. Georg“,
Peutenhausen „Hlgst. Dreifaltigkeit“,
Maria Beinberg „Mariä Geburt“;
- Langenmosen

Berg im Gau „Mariä Heimsuchung“,
Langenmosen „St. Andreas“,
Sandizell „St. Peter“;
- Schrobenhausen

Hörzhausen „St. Martin“,
Mühlried „Hl. Geist“,
Edelshausen „St. Mauritius“,
Schrobenhausen „St. Jakobus maj.“;
- Waidhofen

Brunnen „St. Michael“,
Hohenried „St. Margareta“,
Waidhofen „Mariä Reinigung“;